# Hakea circumalata
Hakea circumalata (лат.) — колючий кустарник, вид рода Хакея (Hakea) семейства Протейные (Proteaceae), произрастающий в районе Уитбелт (Западная Австралия). Небольшой кустарник цветёт с июля по сентябрь изобильными душистыми розовыми и красными цветами в густых гроздьях.

## Ботаническое описание
Hakea circumalata — компактный или низкий кустарник высотой от 0,6 до 1,5 м. Мелкие ветви густо покрыты короткими, мягкими, сплюснутыми ржавыми волосками. Жёсткие игольчатые листья имеют длину 1—5 см и ширину 0,9—1,7 мм. Листья растут вверх, слегка сужаются к остроконечной вершине. Соцветие состоит из 6—12 душистых белых, розовых или красновато-коричневых гроздей цветков. Соцветие находится на оси длиной 1,5—2 мм, покрытом длинными мягкими волосками. Прицветники, окружающие цветы, имеют длину 3–5 мм. Цветоножки длиной 2,5—7 мм с белыми волосками. Белые и розовые околоцветники гладкие или имеют грубые длинные волосы. Столбик цветка 8—11,5 мм в длину. Цветы появляются в пазухах листьев на более мелких ветвях с июля по сентябрь. Плоды растут непосредственно на стебле, яйцевидные и часто одиночные, заканчиваются двумя выступающими рогами. Поверхность плода гладкая, на которой находится множество небольших округлых выпуклостей. Плоды содержат два крылатых шелковистых тёмно-коричневых семени и сохраняются на кустарнике.

## Таксономия
Вид Hakea circumalata был описан швейцарским ботаником Карлом Мейсснером в 1855 году в журнале Hooker's Journal of Botany and Kew Garden Miscellany. Видовое название — от латинских слов circus, означающего «вокруг», и alatus, означающего «крылатый», относящихся к семени, которое окружено крылом.

## Распространение и местообитание
H. circumalata встречается от залива Шарк на юг до гряды холмов Вонган и города Корриджин. Растёт на глине, глубоком песке и песке с латеритовым гравием в пустынных местностях и низменностях. Требует полного солнца и хорошо дренированной земли. Это также декоративный вид, который переносит умеренные морозы. Создаёт хорошую среду обитания для диких животных из-за своей колючей плотной поросли.

## Охранный статус
Охранное состояние H. circumalata классифицируется как «не угрожаемое» правительством Западной Австралии.